# پول بو نمی‌دهد
پول بو نمی‌دهد (انگلیسی: Pecunia non olet) یک ضرب‌المثل لاتین است. این عبارت به امپراتور روم باستان وسپاسیان (حکومت ۶۹–۷۹ پس از میلاد) نسبت داده شده‌است.
در قرن اول پس از میلاد، امپراتور روم، نرون، آنچه را که به نام «ادرار گیاهی» شناخته می‌شد، وضع کرد که از لاتین به «مالیات ادرار» ترجمه می‌شود. این مالیات بر جمع‌آوری ادرار در ادرارگاه‌های عمومی وضع می‌شد، زیرا طبقات پایین جامعه مجبور بودند ادرار خود را در دیگ‌های کوچکی بریزند و سپس آن در حوضچه‌های ادرا تخلیه کنند. ادرار از توالت‌های عمومی طبقات بالا نیز جمع‌آوری می‌شد. خریدار ادرار، مالیات را می‌پرداخت، سپس آن را از حوضچه‌ها جمع‌آوری می‌کرد و به عنوان یک ماده خام با ارزش برای تعدادی از فرآیندهای شیمیایی بازیافت می‌کرد. اگرچه این مالیات در نهایت حذف شد، اما در حدود سال ۷۰ پس از میلاد با جانشینی امپراتور وسپاسیان دوباره اجرا شد. وقتی وسپاسیان امپراتور شد، امپراتوری روم به تازگی از یک جنگ داخلی بیرون آمده بود که تقریباً باعث فروپاشی کامل دنیای آنها شد. علاوه بر این، امپراتوری حتی یک سکه نقره در خزانه خود نداشت. وسپاسیان که به خاطر عشق به پول و مالیات ظالمانه (که در نهایت امپراتوری روم را از بدهی خارج کرد و مازادی در خزانه برای امپراتور بعدی باقی گذاشت) شهرت داشت، کار تعمیر و بازسازی امپراتوری را آغاز کرد. او شروع به اخذ یک سری مالیات برای جمع‌آوری سرمایه کرد که یکی از آنها هزینه جمع‌آوری ادرار از دستگاه ادراری عمومی در سیستم کلوآکا ماکسیما (فاضلاب بزرگ) رم بود. اولین توالت‌های عمومی در تاریخ حتی توسط وسپاسیان در سال ۷۴ پس از میلاد معرفی شد. اندکی پس از وضع این مالیات بر ادرار، عقلای رومی شروع به نامیدن توالت‌های محلی به نام وسپاسیان کردند. مالیات بر تجارت ادرار توسط پسر وسپاسیان و امپراتور آینده، تیتوس، سیاستی منزجرکننده تلقی می‌شد. مورخان رومی دیوکاسیوس و سوئتونیوس در مورد مالیات نامحبوب وسپاسیان مطلب نوشته‌اند.
مالیات بر تجارت ادرار افزایش قابل توجهی به خزانه دولت داد. سپس با دریافت این پول، وسپاسیان با پسرش گفت‌وگو کرد و طی آن یک سکه از سود اول را برداشت و جلوی بینی پسرش آورد و از او پرسید که آیا بوی نامطبوعی به مشام می‌رسد؟ پاسخ تیتوس به این سؤال «نه» بود. امپراتور با شنیدن این سخن گفت: اما هنوز این پول از ادرار است.
در کتاب‌های تاریخ آمده‌است که وقتی تیتوس از این موضوع شکایت کرد، پدرش یک سکه طلا برداشت و گفت: «Pecunia non olet» یا «پول بوی بدی نمی‌دهد». البته معنای پشت این عمل این بود که نشان می‌داد که خود پول بدون در نظر گرفتن منشأ آن بدبو و آلوده نیست. این احتمالاً مشهورترین عبارتی است که تا به حال توسط وسپاسیان گفته شده‌است، و امروزه نیز معمولاً برای کم‌اهمیت جلوه دادن منابع مشکوک یا کاملاً غیرقانونی سود مالی استفاده می‌شود. در حالی که مالیات وسپاسیان به ویژه در میان جمع‌آوران ادرار، دست اندر کاران منسوجات و دباغ‌ها که از ادرار در صنایع خود استفاده می‌کردند، بسیار نامحبوب بود، درآمد جمع‌آوری‌شده از این مالیات به تثبیت امپراتوری و ارائه خدمات عمومی کمک کرد.
هنوز هم امروزه برای گفتن اینکه ارزش پول جدا از خاستگاه آن آلوده‌است، استفاده می‌شود.